# 佐世保市立世知原小学校
佐世保市立世知原小学校（させぼしりつ せちばるしょうがっこう、Sasebo City Sechibaru Elementary School）は、長崎県佐世保市世知原町栗迎にある公立小学校。

## 概要
歴史
1874年（明治7年）に「開知小学校」として創立。2014年（平成26年）に創立140周年を迎えた。
学校教育目標
「夢をもち、心豊かでたくましく生きる子どもを育成する」
校章
旧世知原町の町木であるウリハダカエデの葉の絵を背景にして、中央に校名の「世小」の文字（縦書き）を置いている。
校歌
作詞は岸川勝己、作曲は平山ゆか子による。歌詞は3番まであり、歌詞中に校名は登場しない。
校区
「長崎県佐世保市世知原町」全域。中学校区は佐世保市立世知原中学校。

## 沿革
- 1874年（明治7年）7月10日  - 第五大学区第四中学区[2]の小学校として「開知小学校」が松浦郡世知原村に創立。村役場と併置の形をとる。児童数60名。
- 1878年（明治11年）- 郡制の施行により、松浦郡が東西南北4郡に分割され、北松浦郡に属することとなる[3]。
- 1881年（明治14年）- 小学校教則綱領の制定により初等科（修業年限3年）を設置し、「公立初等開知小学校」に改称。
- 1882年（明治15年）- 村役場から分離し、独立校舎となる。
- 1884年（明治17年）4月 - 中等科を設置の上、「公立中等開知小学校」に改称。
- 1886年（明治19年）9月 - 小学校令の施行により、尋常科（修業年限4年）を設置の上、「尋常開知小学校」に改称。
- 1889年（明治22年）4月 - 町村制の施行により、世知原村立の小学校となる。
- 1891年（明治24年）- 現在地に中央校舎が完成。
- 1892年（明治25年）4月1日 - 高等科（修業年限4年）を併置し、「開知尋常高等小学校 」と改称。
- 1908年（明治41年）4月1日 - 小学校令の改正により、義務教育年限（尋常科の修業年限）が4年から6年に延長される。このため、旧高等科1年を尋常科5年、旧高等科2年を尋常科6年、旧高等科3年を高等科1年、旧高等科4年を高等科2年に振り替える（尋常科6年・高等科2年）。
- 1915年（大正4年）- 大正天皇御大典記念として羽付に大運動場を開設。
- 1922年（大正11年）- 東校舎を増築。ピアノが寄贈される。
- 1934年（昭和9年）- 家庭寮の建設を開始。
- 1935年（昭和10年）- 羽付運動場を拡張。講堂が完成。青年学校令の施行により、世知原実業補習学校が「世知原青年学校」に改称。
- 1939年（昭和14年）- 松浦炭坑の寄付により西校舎を増築。
- 1940年（昭和15年）11月3日 - 町制施行により世知原町が発足し、世知原町立の小学校となる。
- 1941年（昭和16年）4月1日 - 国民学校令の施行により、「世知原町国民学校 」に改称。尋常科を初等科に改める（初等科6年・高等科2年）
- 1947年（昭和22年）4月1日 - 学制改革（六・三制の実施）が行われる。
  - 国民学校の初等科が改組され、「世知原町立世知原小学校」となる。
  - 国民学校の高等科と青年学校の普通科が改組され、「世知原町立世知原中学校」（新制中学校）が発足。
- 1949年（昭和24年）- PTAが発足。
- 1956年（昭和31年）-　給食室が完成し、完全給食を開始。
- 1959年（昭和34年）- 鉄筋コンクリート造3階建ての新校舎が完成。在籍児童数が最大の2,269名（43学級）を記録。
- 1961年（昭和36年）- 校旗が寄贈される。
- 1963年（昭和38年）- プールが完成。
- 1970年（昭和45年）- 飯野炭坑の閉山で児童数が激減し、年度末の児童数が438名となる。
- 1974年（昭和49年）- 創立100周年記念事業として体育館が完成。子ども浮立が発足。
- 1978年（昭和53年）- 新館（特別教室）が完成。
- 1986年（昭和61年）- 低学年用プールが完成。赤木場浮立の壁画を修復。
- 1991年（平成3年）- 観察園が完成。
- 1992年（平成4年）- 飼育舎を新設。
- 1994年（平成6年）- パソコン室を設置。
- 1995年（平成7年）- 校旗を新調。
- 2005年（平成17年）4月1日 - 佐世保市との合併により、「佐世保市立世知原小学校」（現校名）に改称。
- 2007年（平成19年）- 旧給食室と管理員室・東側トイレを解体。給食の仮配膳室を完成。運動場に仮設校舎が完成。
- 2008年（平成20年）- 新校舎の建築を開始。
- 2009年（平成21年）- 鉄筋・木造3層構造の新校舎が完成。
- 2010年（平成22年）4月1日 - 新校舎の使用を開始。仮設校舎を撤去。
- 2011年（平成23年）4月25日 - 新プールが完成。
- 2012年（平成24年）3月6日 - 運動場が完成。

## アクセス
最寄りのバス停
- 西肥自動車（西肥バス）「世知原小学校前」バス停

最寄りの国道・県道
- 長崎県道54号栗木吉井線
- 長崎県道11号佐世保日野松浦線

## 周辺
- 佐世保市役所世知原支所（旧・世知原町役場、佐世保市役所世知原行政センター）
- 佐世保市立世知原中学校
- 佐世保市立世知原幼稚園
- 佐世保市世知原地区生涯学習センター・世知原地区公民館
- 佐世保市世知原運動広場
- 世知原郵便局
- 江迎警察署世知原警察官駐在所
- 佐世保市北部商工会世知原支所
- 松浦病院
- 稲荷神社
- 願生寺
- 正教寺

## 関連事項
- 長崎県小学校一覧
- 佐世保市小学校一覧